# Константинов Лодски
Константинов Лодски (пољ. Konstantynów Łódzki) град је у Пољској у Војводству лођском. По подацима из 2012. године број становника у месту је био 17 757.

## Становништво
| 2012.  |
| ------ |
| 17 757 |